# Entalpia di legame
In termochimica l'entalpia di legame di un composto è la variazione di entalpia, espressa solitamente in kJ/mol, che accompagna il processo di formazione del composto, partendo dagli atomi isolati. Corrisponde quindi all'entalpia di atomizzazione, col segno invertito. 
Per esempio l'entalpia di legame di {\displaystyle {\ce {H2}}}, a 298 K, è la variazione di entalpia associata al processo:
{\displaystyle {\ce {2H(g)\to H2(g)\,\,\,\,\,}}} con {\displaystyle \,\,\,\,\,\Delta H=-435,94\;{\frac {k\mathrm {J} }{\mathrm {mol} }}}
Analogamente l'entalpia di legame del propano, {\displaystyle {\ce {C3H8}}}, sempre a {\displaystyle 298\;\mathrm {K} }, è associata a:
{\displaystyle {\ce {3C(g)\ +\ 8H(g)\to C3H8(g)\,\,\,\,\,}}} con {\displaystyle \,\,\,\,\,\Delta H=-3997,65\;{\frac {k\mathrm {J} }{\mathrm {mol} }}}
L'entalpia di legame non è da confondere con l'entalpia di formazione, che si riferisce invece alla variazione di entalpia associata al processo di sintesi di un composto partendo dagli elementi nel loro stato di riferimento, che solo nel caso dei gas nobili è quello monoatomico.
Un concetto che viene impiegato molto in termochimica è anche l'entalpia di legame media, l'entalpia di formazione media di un legame chimico {\displaystyle {\ce {A-B}}}, ricavata analizzando le entalpie di formazione, di legame e di reazione associate a diversi composti. Contrariamente all'entalpia complessiva di legame del composto, quella del singolo legame chimico non può essere definita rigorosamente, in quanto variabile da composto a composto. Si tratta invece di una grandezza empirica che ha lo scopo di fornire una prima stima grossolana della forza dei legami.
In linea di principio la somma di tutte le entalpie di legame medie associate a ogni legame presente nella molecola dovrebbe essere uguale all'entalpia di legame della molecola, quindi nell'esempio del propano, in cui si hanno otto legami {\displaystyle {\ce {C-H}}} e tre legami {\displaystyle {\ce {C-C}}}, si dovrebbe avere:
{\displaystyle 8\cdot \Delta \mathrm {H(C-H)} +3\cdot \Delta \mathrm {H(C-C)} =-3997,65\;{\frac {k\mathrm {J} }{\mathrm {mol} }}}
Tipici valori riportati per {\displaystyle \Delta \mathrm {H(C-H)} } e {\displaystyle \Delta \mathrm {H(C-C)} } sono rispettivamente {\displaystyle -412\;{\frac {k\mathrm {J} }{\mathrm {mol} }}} e {\displaystyle -348\;{\frac {k\mathrm {J} }{\mathrm {mol} }}}, dunque:
{\displaystyle 8\cdot (-412)+2\cdot (-348)=-3992\;{\frac {k\mathrm {J} }{\mathrm {mol} }}}
Le entalpie di legame medie hanno trovato la loro più celebre applicazione nella definizione originaria di elettronegatività ad opera di Pauling.

## Valori comuni
I valori sono espressi in {\displaystyle {\frac {k\mathrm {J} }{\mathrm {mol} }}} (più il numero è alto, più energia si richiederà per separarli, e più energia produrrà la loro unione dai due singoli elementi)
| Legami del carbonio | Legami del carbonio |
| Legame              | Energia di legame   |
| ------------------- | ------------------- |
| C – H               | 413                 |
| C – C               | 348                 |
| C – N               | 293                 |
| C – O               | 358                 |
| C – F               | 485                 |
| C – Cl              | 328                 |
| C – Br              | 276                 |
| C – I               | 240                 |
| C – S               | 259                 |

| Legami dell'idrogeno | Legami dell'idrogeno |
| Legame               | Energia di legame    |
| -------------------- | -------------------- |
| H – H                | 436                  |
| H – F                | 567                  |
| H – Cl               | 431                  |
| H – Br               | 366                  |
| H – I                | 299                  |

| Legami dell'ossigeno | Legami dell'ossigeno |
| Legame               | Energia di legame    |
| -------------------- | -------------------- |
| O – H                | 463                  |
| O – O                | 198                  |
| O – F                | 190                  |
| O – Cl               | 203                  |
| O – I                | 234                  |

| Legami dell'azoto | Legami dell'azoto |
| Legame            | Energia di legame |
| ----------------- | ----------------- |
| N – H             | 391               |
| N – N             | 163               |
| N – O             | 201               |
| N – F             | 272               |
| N – Cl            | 200               |
| N – Br            | 243               |

| Legami doppi e tripli | Legami doppi e tripli |
| Legame                | Energia di legame     |
| --------------------- | --------------------- |
| C = C                 | 614                   |
| C ≡ C                 | 839                   |
| C = N                 | 615                   |
| C ≡ N                 | 891                   |
| C = O                 | 799                   |
| C ≡ O                 | 1072                  |
| N = N                 | 418                   |
| N ≡ N                 | 941                   |
| O = O                 | 495                   |

La molecola con la più alta energia di legame ipotizzabile è il fluoruro di francio (il fluoro è l'elemento più elettronegativo, il francio il più elettropositivo).